# Michalów (Zamość)
Pour les articles homonymes, voir Michalów.
Michalów (prononciation [miˈxaluf]) est un village de la gmina de Sułów, du powiat de Zamość, dans la voïvodie de Lublin, situé dans l'est de la Pologne.
Il se situe à environ 5 kilomètres au sud-est de Sułów (siège de la gmina), 18 kilomètres à l'ouest de Zamość (siège du powiat) et 64 kilomètres au sud-est de Lublin (capitale de la voïvodie).
Sa population s'élève approximativement à 1 100 habitants.

## Administration
De 1975 à 1998, le village est attaché administrativement à l'ancienne voïvodie de Zamość.

Depuis 1999, il fait partie de la nouvelle voïvodie de Lublin.